# Роб Шнайдер
Робърт Майкъл Шнайдер (на английски: Robert Michael Schneider) е американски актьор, комик, сценарист и режисьор.
Става известен с участието си в „На живо в събота вечер“, след което стартира филмовата му кариера, включваща заглавия като „Дюс Бигалоу: Мъжкото жиголо“, „Животното“, „Горещо маце“, „Дърти хлапета“ и други. Често си партнира с актьора Адам Сандлър.

### Избрана филмография
| Година | Филм                              | Оригинално заглавие               | Роля                       | Режисьор           | Бележки |
| ------ | --------------------------------- | --------------------------------- | -------------------------- | ------------------ | ------- |
| 1992   | Сам вкъщи 2: Изгубен в Ню Йорк    | Home Alone 2: Lost in New York    | Седрик                     | Крис Кълъмбъс      |         |
| 1995   | Съдия Дред                        | Judge Dredd                       | Херман Фъргюсън            | Дани Канон         |         |
| 2002   | Горещо маце                       | The Hot Chick                     | Клайв Макстън              | Том Брейди         |         |
| 2004   | Около света за 80 дни             | Around the World in 80 Days       | бездомник от Сан Франциско | Франк Корачи       |         |
| 2005   | Свободна игра                     | The Longest Yard                  | Пънки                      | Питър Сегал        |         |
| 2006   | Малък човек                       | Little Man                        | D-Rex                      | Кинен Айвори Уеянс |         |
| 2007   | Обявявам ви за законни Чък и Лари | I Now Pronounce You Chuck & Larry | Морис Такечи               | Денис Дуган        |         |

## Личен живот
Шнайдер има една дъщеря от модела Лъндън Кинг – певицата Ел Кинг, родена през 1989 г.
На 23 април 2011 г. Шнайдер се жени за продуцента Патриша Арс в Бевърли Хилс, Калифорния. Първото им дете, Миранда Скаарлет Шнайдер, се ражда през 2012 г. Втората им дъщеря, Мадлин Роби Шнайдер, се ражда през септември 2016 г.